# Abronia deppii
Abronia deppii (абронія Деппе) — вид веретільницеподібних ящірок родини веретільницевих (Anguidae). Ендемік Мексики. Вид названий на честь німецького натураліста Фердінанда Деппе.

## Поширення і екологія
Абронії Деппе мешкають в горах на півночі Герреро, в Мехіко і Морелосі. Вони живуть в сосново-дубових лісах, в заростях епіфітів. Зустрічаються на висоті від 1850 до 2600 м над рівнем моря. Ведуть деревний спосіб життя. Живородні.

## Збереження
МСОП класифікує цей вид як такий, що перебуває під загрозою зникнення. Abronia deppii загрожує знищення природного середовища.